# 罗盘座
罗盘座是黯淡的南天小星座，由法国天文学家尼可拉·路易·拉卡伊18世纪划分，属88个现代星座。星座原名是拉丁语的简写，意为指南针，与代表圆规的圆规座对应。銀河平面经过罗盘座，星座中最亮的三颗星分别是天狗五、天狗四和天狗六且基本排成直线。3.68的天狗五是罗盘座最亮恒星，离地约880光年，光度约为太阳2.2万倍。
罗盘座距代表伊阿宋和阿爾戈英雄船只的老南船座恒星很近，后来南船座拆分成代表龙骨或船体的船底座、代表船尾及尾部甲板的船尾座，还有代表船帆的船帆座。在19世紀，約翰·赫歇爾曾提议把罗盘座更名“船桅座”，但未获采纳。
天狗五东北方向约四度的羅盤座T是再发新星，最隔十余年到数十年不等就会增亮成七等星。三个恒星系包含系外行星。银晕中的罗盘座球状星团距地球约13万光年，人类本认为这里没有球狀星團，估计罗盘座球状星团是从大麦哲伦星系逃出。

## 中国星官
中国古代传统中羅盤座天区包括鬼宿的天狗和張宿的、天廟等星官。
- 天狗（張6）：羅盤座α（天狗五）、羅盤座β（天狗四）、羅盤座γ（天狗六）。
- 天廟Celestial Temple(張14)：唧筒座、羅盤座。代表紀念皇帝先祖的天上廟宇。天廟含有14顆恆星。清欽天監所編《儀象考成》及《儀象考成續編》未收錄此星官，天廟所含恆星的精確位置未知。

## 历史

罗盘座在长蛇座与室女座和巨蟹座间中途位置的星宿一以南不远，北纬53度线以南完整可见，每年二到三月在南半球夜间最清晰

法国天文学家尼可拉·路易·拉卡伊在好望角停留两年观察并分类上万颗南天恒星，在1752年划分罗盘座并取名。他在欧洲无法观测的南天星空划分14个星座，其中13个用象征啟蒙時代的科学仪器命名。1763年，拉卡伊把星座名称拉丁化成。古希腊人用罗盘座四颗主要恒星代表神话中伊阿宋和阿爾戈英雄船只（南船座）的船帆。
普魯士天文学家约翰·波得在1801年星图上把罗盘座附近恒星划为测定索座，但未获后人采纳。1844年，約翰·赫歇爾提议把罗盘座更名桅杆座，打算恢复南船座，弗朗西斯·贝利跟进提议，但本杰明·阿普索普·古尔德又恢复拉卡伊命名的罗盘座。

## 简介

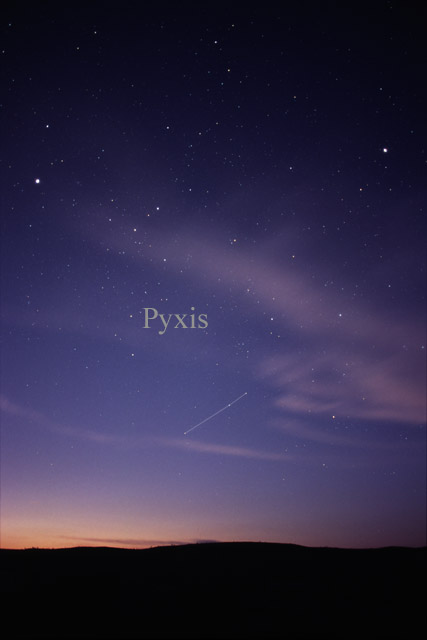
罗盘座可用肉眼观察

罗盘座覆盖220.8度夜空，占0.535%，在88个现代星座排第65，北纬52度以南才能看到完整星座，并以每年二到三月在南半球夜间最清晰。星座北接长蛇座、西挨船尾座、南临船帆座，东靠唧筒座。1922年，国际天文联会确定以三字母缩写代指罗盘座。比利时天文学家尤金·德爾波特1930年正式划分星座边界，罗盘座呈八条边组成的多边形（见文首信息框）。星座在赤道坐標系統的赤经位于8h 27.7m至9h 27.6m范围，赤纬在−17.41°−37.29°之间。
拉卡伊用拜耳命名法为罗盘座恒星分配希腊字母α到λ，其中跳过ι和κ。罗盘属航海仪器，不是“南船”上必不可少的部分，南船座18世纪细分为船底座、船尾座和船帆座，拜耳命名法为恒星分配的希腊字母分入各星座，与罗盘座无关。罗盘座是黯淡的小星座，最亮的三颗星分别是天狗五、天狗四和天狗六且基本排成直线，星座内共有41颗星亮度不低于6.5视星等。

## 显著特点

### 恒星

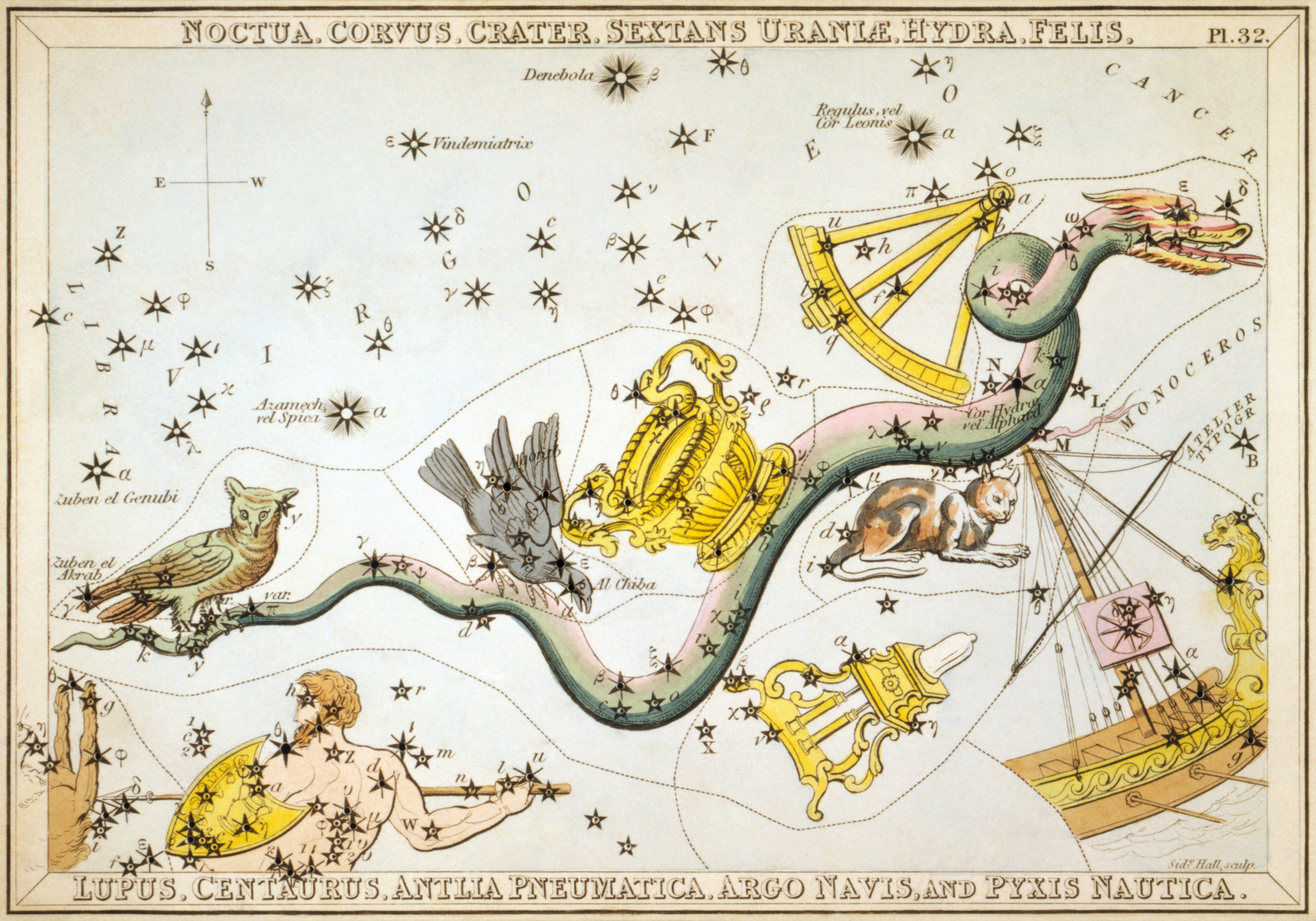
右下角的南船座船帆上便是罗盘座

3.68视星等的天狗五是罗盘座最亮星体，离地880±30光年，属光谱等级B1.5III的蓝白巨星，光度约达太阳太阳2.2万倍，直径9.4±0.7倍。估计该星约在1500万年前形成，拥有12.1±0.6倍太阳质量。宇宙塵埃令该星亮度下降三成，否则应该能达到3.31视星等。3.97视星等的天狗四亮度仅次于天狗五，是光谱等级G7Ib-II的黄亮巨星或超巨星，光度约为太阳435倍，距地球420±10光年，相隔九弧秒还有12.5视星等的伴星。4.02视星等的天狗六离地207±2光年，是光谱等级K3III的橙巨星，核心的氢耗尽后逐渐冷却并膨胀，直径达到太阳3.7倍。
拉卡伊在星图上标示羅盤座κ但没分配希腊字母，古尔德后来觉得该星亮度足够，所以分配字母κ。4.62视星等的橙巨星罗盘座κ光谱等级K4/K5III，距地球560±50光年，光度约为太阳965倍，相距2.1弧秒处还有十等星。羅盤座θ是光谱等级M1III的紅巨星和半规则变星，已测得13天和98.3天两种亮度变化周期，平均亮度4.71视星等。该星离地500±30光年，已膨胀到54倍太阳直径。

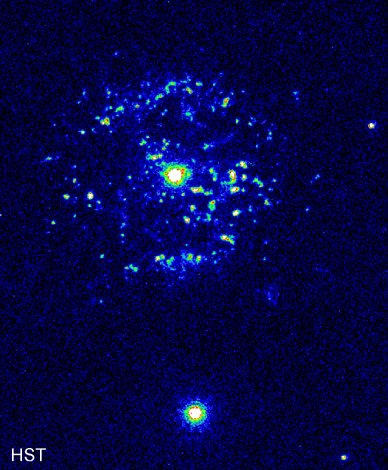
哈勃空间望远镜所拍羅盤座T，显示过去喷发的物质

羅盤座T位于天狗五东北方向约四度，是白矮星与紅矮星组成的联星系，以1.8小时为公转周期相互围绕旋转。白矮星质量约为太阳八成，联星系离地约1.55万光年。罗盘座T是再发新星，基准亮度仅14等，1890、1902、1920、1944、1966和2011年都增至七等星。估计爆发是由白矮星吸收伴星物质并按周期喷发所致。
罗盘座TY是视星等以3.2天周期在6.85至7.5范围变动的食雙星，两个星体光谱等级都是G5IV，直径分别是太阳2.2和1.2倍，以3.2天轨道周期围绕彼此旋转。罗盘座TY属獵犬座RS型變星，是星斑活动显著的联星系，距地球184±5光年。该变星辐射X射线，科研人员分析辐射变幅后认为两星相互吸收并有物质环。罗盘座RZ也是食双星，两星形成都不到20万年且均为光谱等级B7V的炽热蓝白星体，尺寸均为太阳约2.5倍，其中一颗光度约太阳五倍，另一颗约四倍。罗盘座RZ还是天琴座β型變星，亮度以0.66天为周期在8.83到9.72视星等变化。罗盘座XX是人类大力研究的矮造父變星，这种星体的脉动周期最长不超过六小时，曾用于宇宙距离尺度，是研究学星震學的重要目标。天文学家确知该星同时还是联星系后对脉动过程更加了解，主星是光谱等级A4V的白主序星，质量约太阳1.85±0.05倍；伴星估计是光谱等级M3V的红矮星，质量约太阳三成。两星估计仅相隔三倍太阳直径，以1.15天公转周期围绕彼此旋转，主星已变成鸡蛋形。
罗盘座AK是光谱等级M5III的红巨星和半规则变星，亮度在6.09至6.51视星等范围闪烁，同时遵循55.5、57.9、86.7、162.9和232.6天五种周期。罗盘座UZ也是半规则变星，同时是光度约太阳3560倍、表面温度3482K的碳星，距地球2116光年，亮度以159天为周期在6.99至7.83视星等范围变化。罗盘座VY是第二型造父變星，亮度以1.24天为周期在7.13到7.4视星等变动，离地约650光年，光度约太阳45倍。
格利泽318是罗盘座离地最近的星体，是11.85视星等、光谱等级DA5的白矮星。该星距地球26光年或28.7±0.5光年，质量约太阳四成五，光度仅0.15%。WISEPC J083641.12-185947.2是光谱等级T8p的棕矮星，离地约72光年，亮度仅18.79视星等，2011年经红外天文学发现。

### 行星
罗盘座三颗恒星带有行星，均由都卜勒光譜學发现。2003年CORALIE光谱仪发现以2.55天轨道周期围绕HD 73256旋转的熱木星HD 73256 b，其中HD 73256是光谱等级G9V的黄色恒星，光度约太阳六成九，直径八成九，质量1.05倍。该星离地约119光年，亮度8.08视星等，约有十亿年历史。2008年高精度徑向速度行星搜索器发现以1260天公转周期绕HD 73267旋转的HD 73267 b，主星约有70亿年历史，光谱等级G5V，质量约太阳八成九。葛利斯317是光谱等级M2.5V的紅矮星，离地约50光年，质量约为太阳四成二，有两颗氣態巨行星，未来有望发现类地行星。

### 深空天体

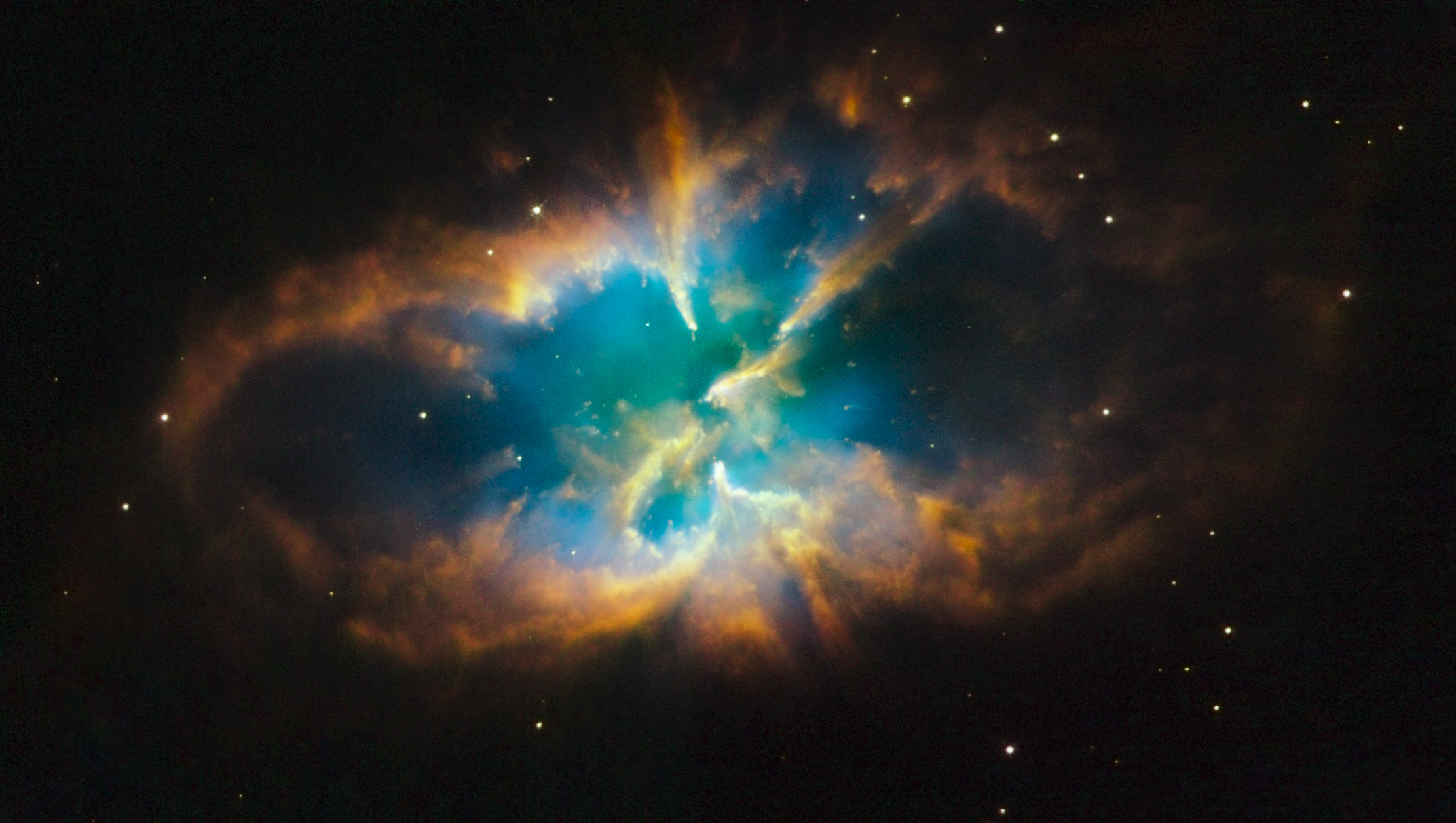
哈勃望远镜拍摄的NGC 2818行星状星云

罗盘座位于銀河平面，但东部边缘部分比较黯淡，连同银河系旋臂一起被物质阻挡。NGC 2818是8.2视星等疏散星团内的行星状星云，附近还有疏散星团NGC 2818A。K 1-2也是行星状星云，中心的恒星是光谱联星，两星相隔很近并产生物质喷流，估计其中一颗星体表面温度高达8.5万K。NGC 2627是8.4视星等的疏散星团，可用双筒望远镜观测。
1995年发现的罗盘座球状星团已有133±13亿年历史，是距地球约13万光年、离银河系中心约13.3万光年的球狀星團，此前人类普遍认为这里没有球状星团。罗盘座球状星团在银晕内，与大麦哲伦星系在同平面，估计有可能是逃出该星系的天体。
NGC 2613是10.5视星等的螺旋星系，靠近地球观测范围边缘，呈纺锤形。海因兹2-10是三千万光年外的矮星系，中心有约百万倍太阳质量的黑洞，且因恒星形成率很高人称星暴星系，大量年轻恒星令星系呈蓝色。